# Muzeum Wisły w Tczewie
Muzeum Wisły w Tczewie – muzeum w Tczewie, oddział Narodowego Muzeum Morskiego w Gdańsku.

## Opis
Gmach muzeum powstał w XIX wieku jako Fabryka Wyrobów Metalowych Emila Kelcha. 
W trakcie II wojny światowej w budynku znajdował się obóz przejściowy. Później powstała tam Pomorska Fabryka Gazomierzy, a następnie  Muzeum Wisły, założone przez Romana Klima. O lokalizację Muzeum Wisły ubiegało się kilka miast: Sandomierz, Kazimierz Dolny, Wyszogród, Toruń, Gniew i Włocławek. Wygrała kandydatura Tczewa. 
Prace organizacyjne nad utworzeniem placówki rozpoczęto w 1980 roku a uroczyste otwarcie miało miejsce 9 października 1984. Obecna wystawa stała obejmuje najdawniejsze dzieje Wisły, jej złoty wiek jako głównego szlaku spławu i żeglugi, okres rozbiorów państwa polskiego, a także rozwój i przemiany w czasach rewolucji przemysłowej.  
W latach 2004–2007 roku budynek Muzeum Wisły dzięki dotacjom z Europejskiego Funduszu Rozwoju Regionalnego przeszedł remont generalny. Nową placówkę, jako Centrum Wystawienniczo-Regionalne Dolnej Wisły w Tczewie (obecna nazwa: Fabryka Sztuk), w którym od tego czasu mieści się również Muzeum Wisły, otwarto 22 lutego 2007 roku. 

## Galeria

Zbiory i budynek Muzeum Wisły
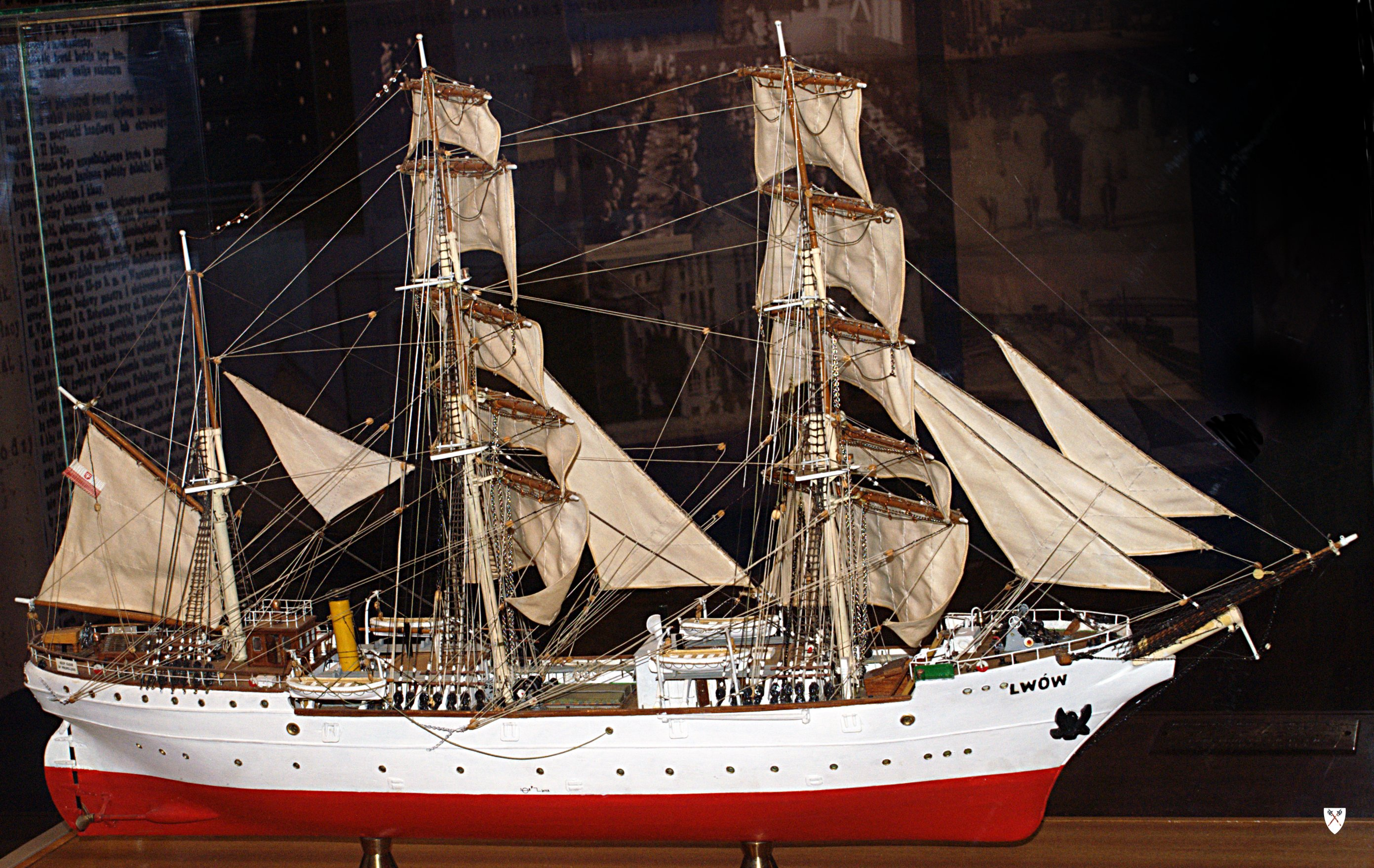
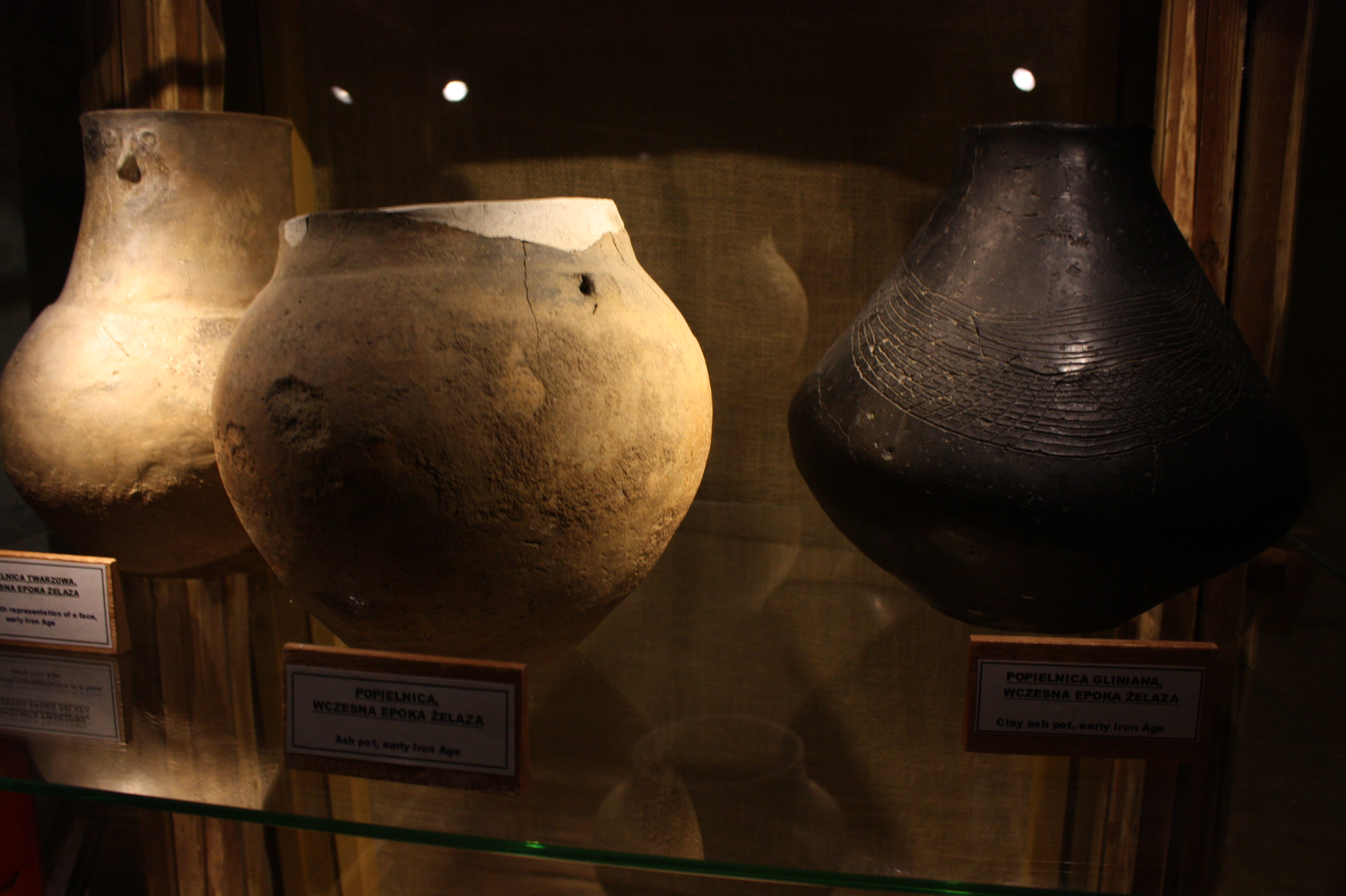
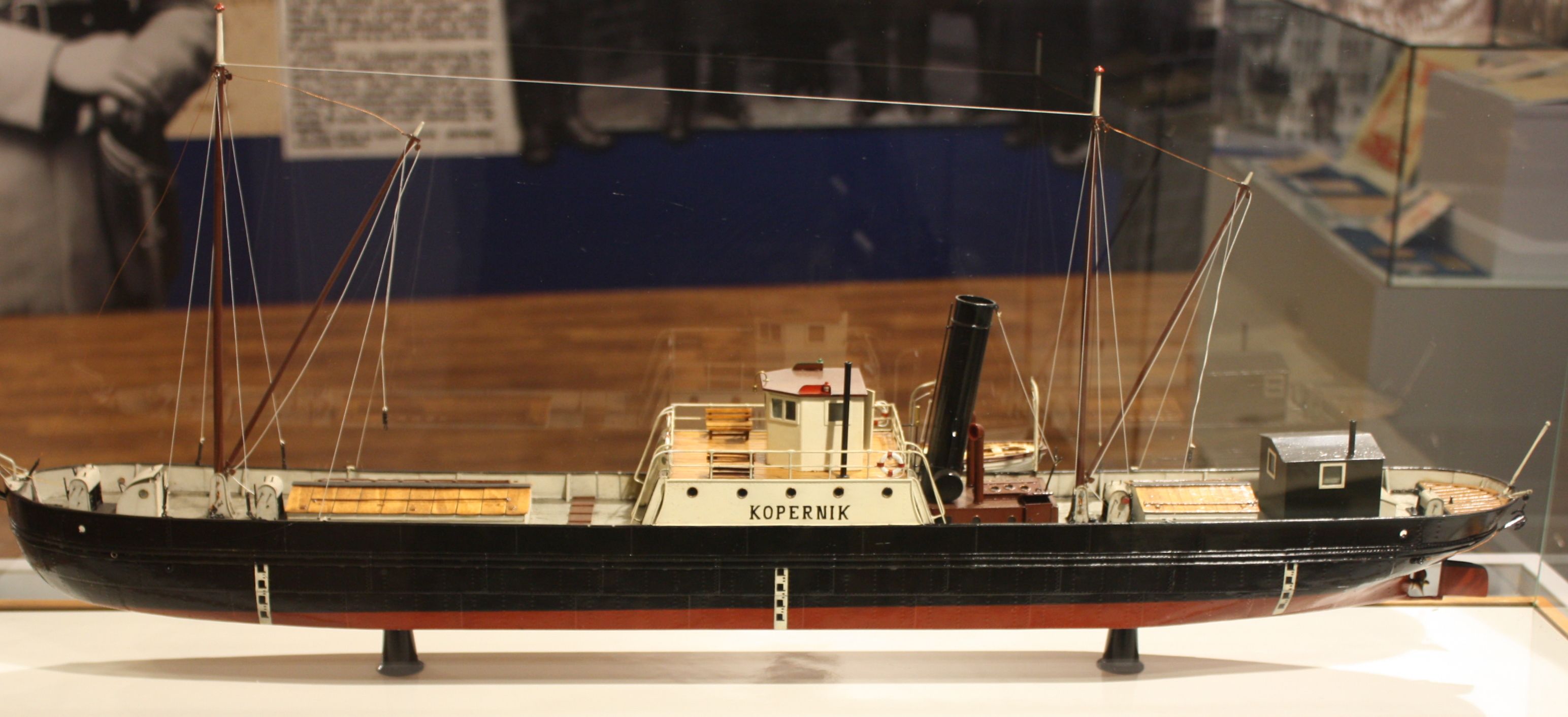
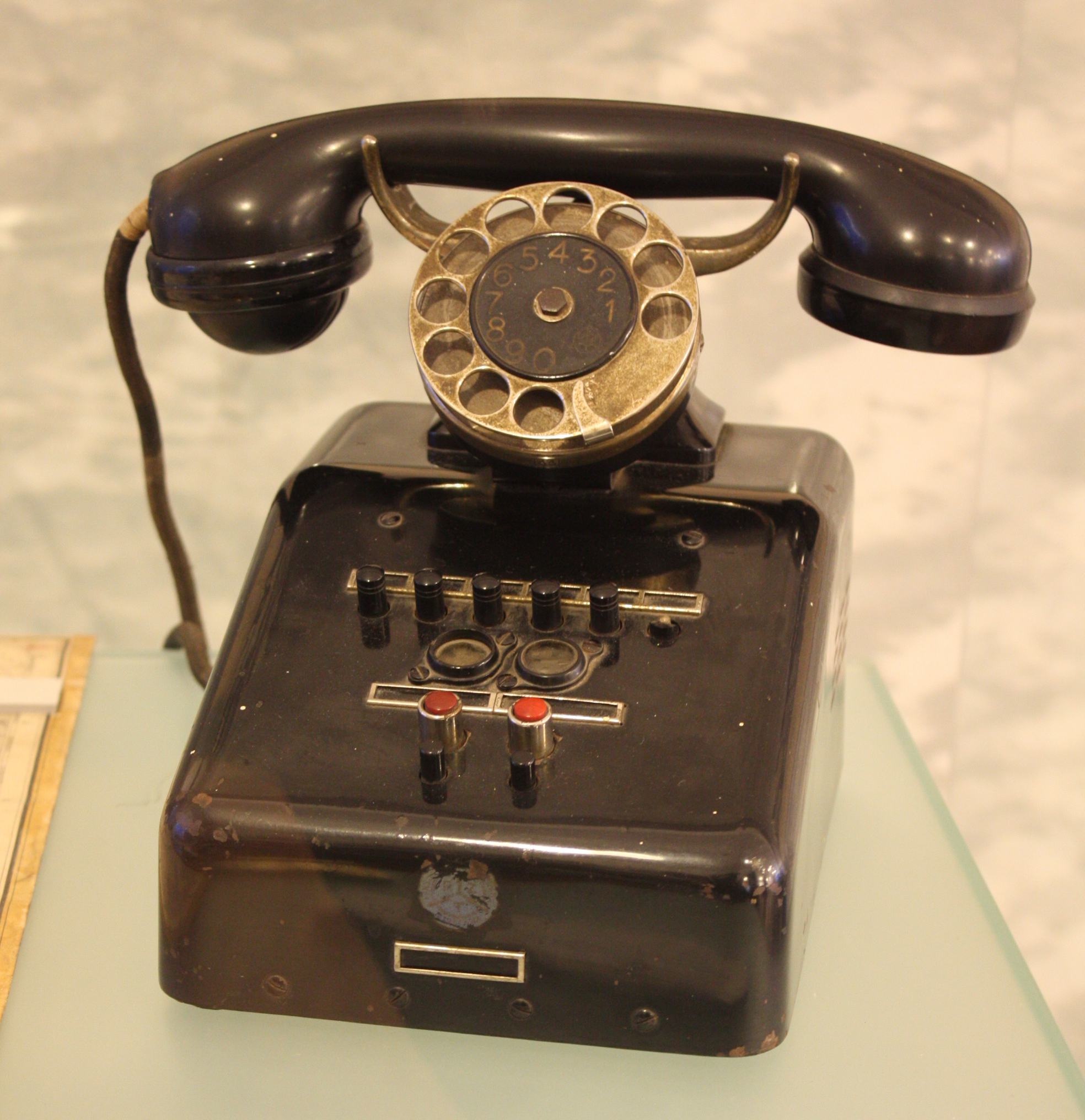
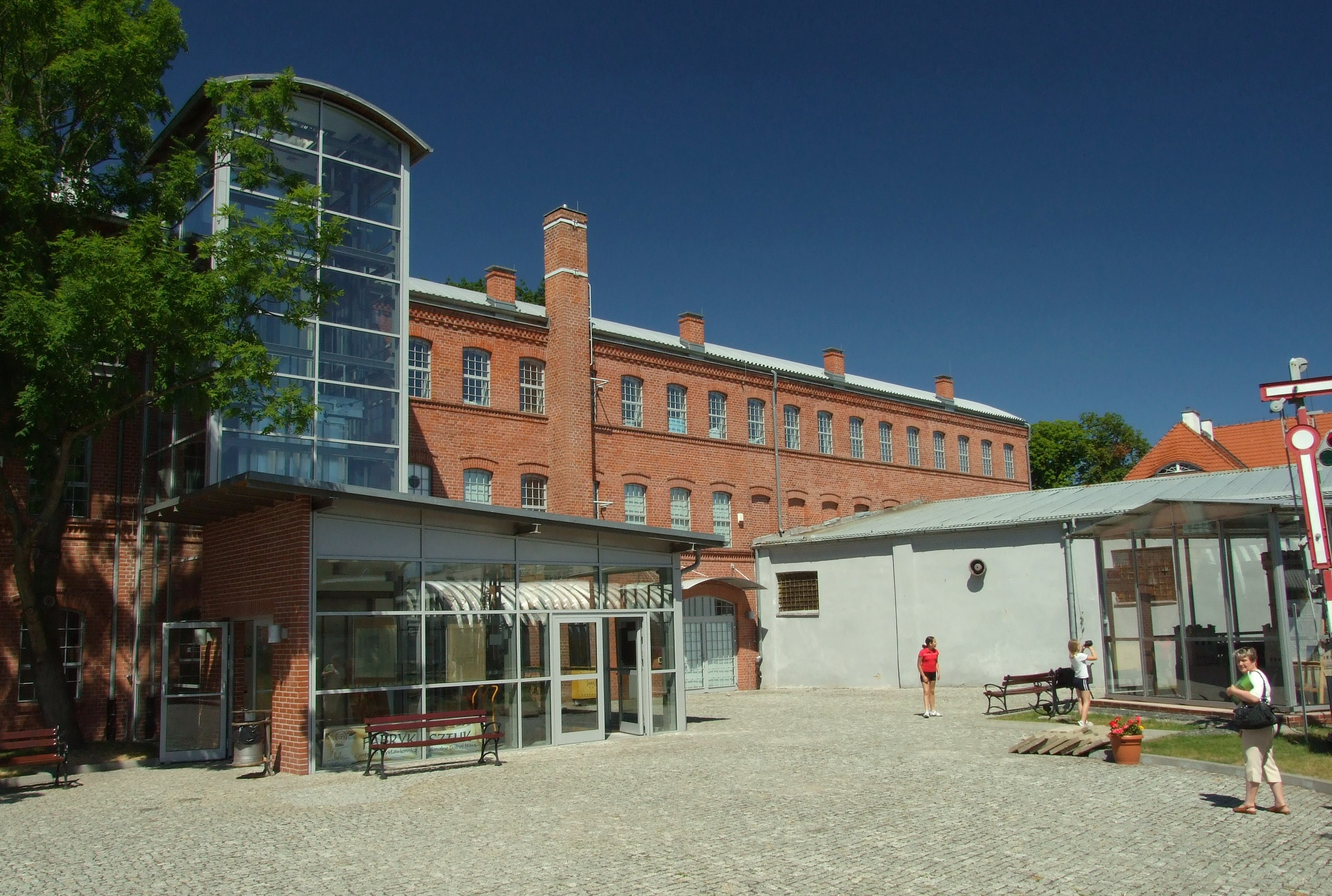